# National Museum of American History

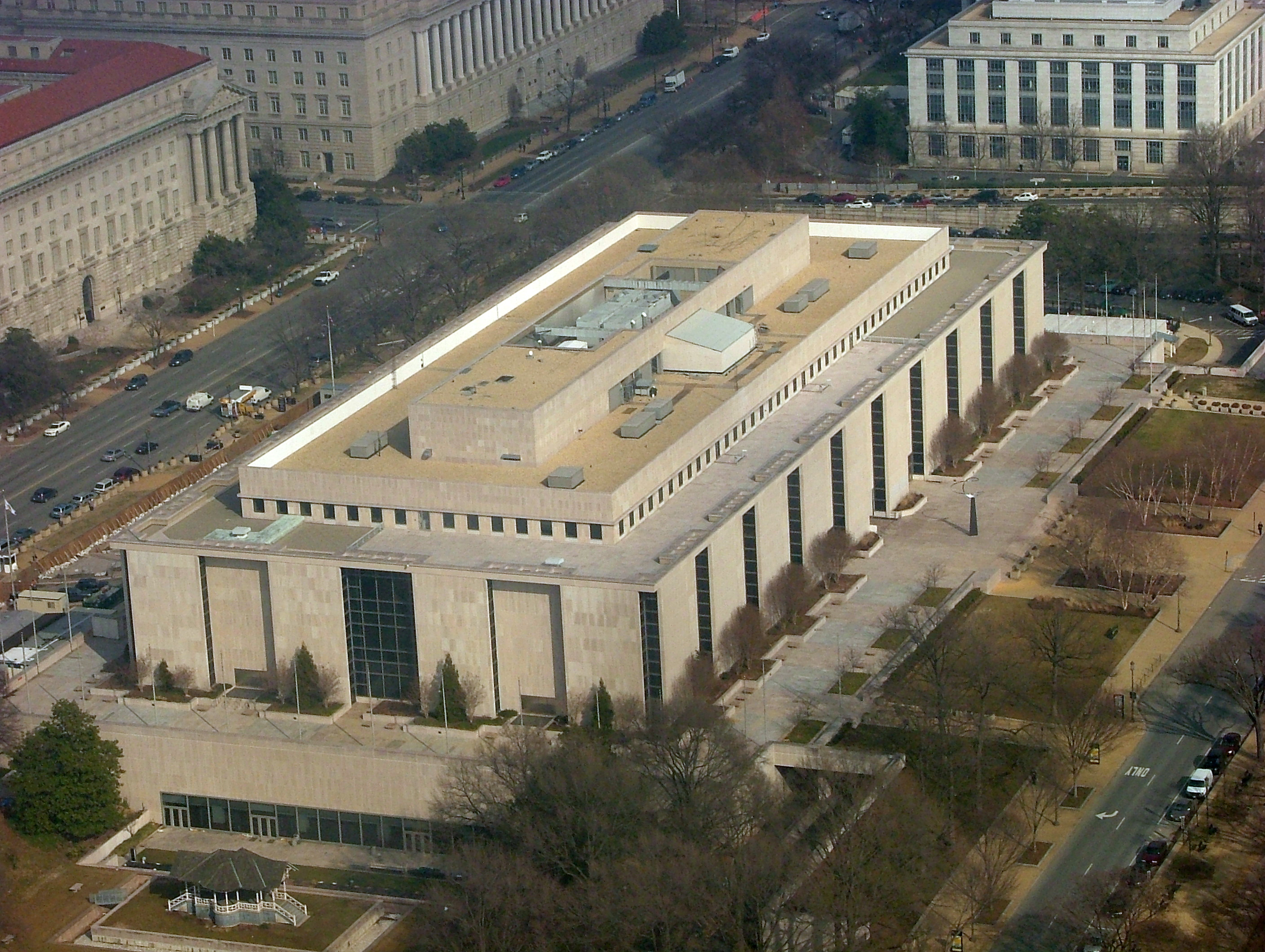
National Museum of American History

Das National Museum of American History (deutsch Nationalmuseum für amerikanische Geschichte) beschäftigt sich mit Gegenständen aus der sozialen, politischen, kulturellen, wissenschaftlichen und militärischen Geschichte Amerikas. Das Museum ist Teil der Smithsonian Institution und befindet sich an der National Mall in Washington, D.C.

## Geschichte
Im Jahr 1964 öffnete das Museum als Museum of History and Technology (Museum für Geschichte und Technik). Das Gebäude im Stil des reduzierten Klassizismus war eines der letzten Bauwerke des renommierten Architekturbüros McKim, Mead, and White. 1980 wurde das Museum in National Museum of American History umbenannt, um seinen grundlegenden Auftrag besser darzustellen: Die Sammlung, Pflege und Studie von Gegenständen, die die Erfahrungen der amerikanischen Bevölkerung widerspiegeln. Früher befand sich in der Mitte des Gebäudes ein großes Pendel, das inzwischen abgebaut wurde. Im Museum wird das Original der Flagge gezeigt, die Francis Scott Key zur Komposition der späteren Nationalhymne The Star-Spangled Banner inspirierte. Außerdem kann man die Pantoffeln der Dorothy aus dem Film Der Zauberer von Oz sehen.
Am 5. September 2006 wurde das Museum vorübergehend für eine zweijährige Renovierung geschlossen. Das Architekturbüro Skidmore, Owings and Merrill (SOM) aus New York und die Turner Construction waren für die Arbeiten verantwortlich. Am 21. November 2008 fand die große Feier zur Wiedereröffnung statt.
Das renovierte Museum verfügt über ein Atrium, das über ein Tageslichtsystem beleuchtet wird. Schaukästen rund um das Atrium bieten einen Überblick über die Vielfältigkeit der 3 Millionen Artefakte des Museums. Eine große Treppe verbindet nun das Erdgeschoss (Eingang Constitution Avenue) und die 1. Etage (Eingang National Mall). Neue Ausstellungen, wie die Jerome and Dorothy Lemelson Hall of Invention, treffen auf alte, wie z. B. „Die amerikanische Präsidentschaft: Eine glorreiche Bürde“ and „Amerika in Bewegung“.

## Aufbau
Auf beiden Seiten des dreistöckigen Ausstellungsbereichs sind Exponate ausgestellt, die auf das Thema des jeweiligen Gebäudeflügels hinweisen. 
Im Erdgeschoss und in der 1. Etage ist das Atrium von einer 84 m langen Artefaktenwand umgeben. In diesen verglasten Ausstellungskästen werden Gegenstände aus folgenden Bereichen dargestellt: Kunst, populärer Kultur, Wirtschaft, Arbeit und Wirtschaft, Heimat und Familie, Gemeinschaft, Land und natürliche Ressourcen; Besiedlung Amerikas, Politik und Reformen, Wissenschaft, Medizin, Technologie und Amerikas Rolle in der Welt.

### Erdgeschoss

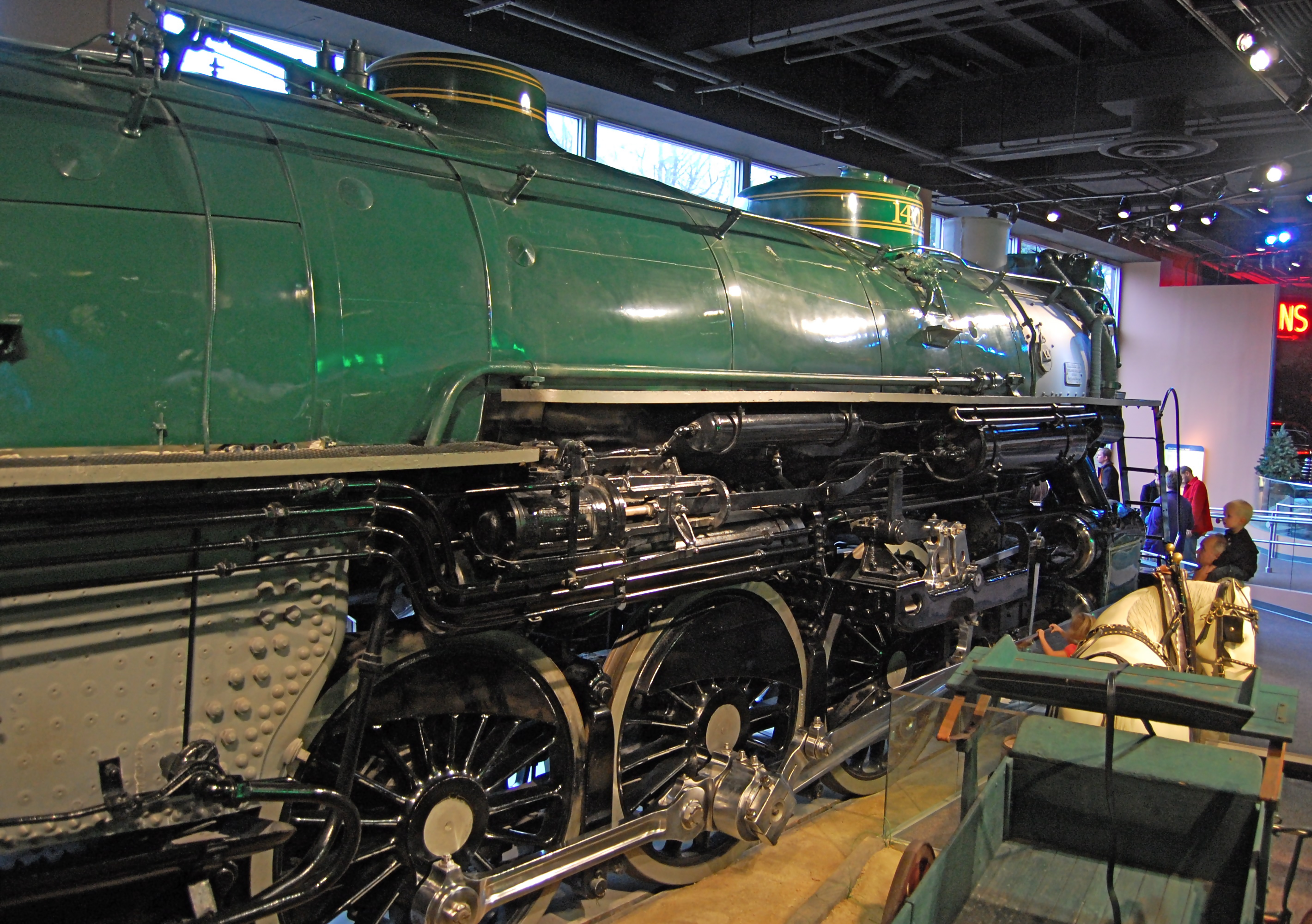
Ausstellungshalle für das Thema Verkehr, Kinder studieren eine 4-6-2 Pacific-Dampflokomotive für Personenzüge

Der Ausstellungsbereich im Ostflügel des Erdgeschosses ist auf Verkehr und Technologie ausgerichtet und enthält die Ausstellungen „America on the Move“ (Amerika in Bewegung) und „Lighting a Revolution: Electricity Hall“. Die John Bull Lokomotive ist die ausgewählte Sehenswürdigkeit für diesen Teil des Museums.
Der Ausstellungsbereich im Westflügel der ersten Etage beschäftigt sich mit Wissenschaft und Innovation und enthält die Ausstellungen „Science in American Life featuring Robots on the Road“ (Wissenschaft im amerikanischen Leben mit Robotern auf der Straße) und „Bon Appétit! Julia Childs Küche im Smithsonian“ sowie das „Lemelson Center for the Study of Invention and Innovation's newest hands-on space“, „Spark!Lab“. Ein Teleskop von 1865 ist hier die besondere Sehenswürdigkeit.
Außerdem befinden sich ein Café und der Museumsladen im Erdgeschoss.

### 1. Etage
Der Ostflügel der 1. Etage zeigt die amerikanischen Ideale und beheimatet auch die Albert Small Documents Gallery in der wechselnde Ausstellungen stattfinden. Vom 21. November 2008 bis zum 4. Januar 2009 wurde das Original der Gettysburg Address, eine Leihgabe des Weißen Hauses, gezeigt. Der Greensboro Lunch Counter ist die Sehenswürdigkeit dieses Ausstellungsbereiches. Es handelt sich hierbei um das Original eines Imbisses des Woolworth-Kaufhauses in Greensboro, in dem eine Protestbewegung gegen die Rassendiskriminierung begann. Die Stühle waren den Weißen vorbehalten.
In der Mitte dieser Etage ist die Original Flagge der Vereinigten Staaten ausgestellt, die Francis Scott Key zu seinem Gedicht The Star-Spangled Banner inspirierte, das den Text der amerikanischen Nationalhymne bildet. Die renovierte 9,1 × 10 m große Flagge wird in einem speziell konstruierten, klimatisierten Ausstellungsraum im Herzen des Museums ausgestellt.
Der Ausstellungsbereich im Westflügel der 1. Etage beschäftigt sich mit dem Leben in Amerika und beinhaltet die Ausstellungen „Within These Walls...“ (Innerhalb dieser Mauern...) und „Communities in a Changing Nation: The Promise of 19th-century America“ (Gemeinschaften in einer sich wandelnden Nation: Das Versprechen des Amerikas des 19. Jahrhunderts). Die George-Washington-Statue, die im Jahr 1841 zu seinem 100. Geburtstag geschaffen wurde, ist die besondere Sehenswürdigkeit in diesem Teil des Museums.
Außerdem befinden sich das neue Begrüßungszentrum und ein Geschäft in dieser Etage.

### 2. Etage
Amerikanische Kriege und Politik stehen im Mittelpunkt des Ostflügels im zweiten Stock. Die Ausstellung in dieser Etage sind „The Price of Freedom: Americans at War“ (Der Preis der Freiheit: Amerikaner im Krieg) und „The Gunboat Philadelphia“ (Das Kanonenboot Philadelphia). Clara Bartons Sanitätswagen des American Red Cross ist die charakteristische Sehenswürdigkeit dieses Museumsbereiches.
Im Zentrum der 2. Etage befindet sich die Ausstellung „The American Presidency: A Glorious Burden“ (Die amerikanische Präsidentschaft: Eine glorreiche Bürde), die Ausstellung zeigt die persönlichen, öffentlichen, feierlichen und exekutiven Aktivitäten der 44 Männer, die einen enormen Einfluss auf den Verlauf der Geschichte in den letzten 200 Jahren hatten. 
Der Ausstellungsbereich im Ostflügel beschäftigt sich mit Unterhaltung, Sport und Musik. Hier befinden sich die Ausstellungen „Thanks for the Memories: Music, Sports and Entertainment History“ (Danke für die Erinnerungen: Musik-, Sport- und Unterhaltungsgeschichte), die Musikinstrumentenausstellung und „The Dolls' House“ (Das Puppenhaus), ein fünfstöckiges Puppenhaus. Die Sehenswürdigkeit ist ein Original-Dumbo des Karussells „Dumbo The Flying Elefant“ (Dumbo, der fliegende Elefant) aus dem Disneyland Resort in Anaheim.

### Untergeschoss
„Taking America to Lunch“ ist die Ausstellung im Untergeschoss. Sie zeigt die Geschichte und Vielfalt von tragbarem Essgeschirr, wie Brotdosen, Henkelmänner und Thermoskannen. Außerdem befinden sich das „Stars and Stripes Café“ und Fahrsimulatoren im Untergeschoss.

### Archiv
Das Archiv beschäftigt sich mit der Identifizierung, der Beschaffung und der Aufbewahrung bedeutender Archivalen, um Amerikas Geschichte und seine verschiedenen Kulturen zu dokumentieren. Im Archiv werden die Ausstellungsstücke zur Nutzung für die Wissenschaft, Ausstellungen, Publikationen und Bildungszwecke aufbereitet.
Die Regale des Archives sind in Summe 3.700 m lang. Zu den Schwerpunkten zählen die Geschichte der Radio-, Fernseh-, Telegrafen- und Computertechnik sowie andere Aspekte der Geschichte der Technik mit einem besonderen Interesse an der Geschichte der Erfindung; Werbung, Marketing und Unternehmertum; kommerzielle Ephemera (Postkarten, Grußkarten); amerikanische Musik (Noten, Jazz) und Musikinstrumente. Diese und eine Vielzahl von anderen Themen, sind in Geschäftsunterlagen, persönlichen Papieren und umfangreichen Beständen an Film-, Video- und Tonaufnahmen, historischen Fotografien und mündlichen Überlieferungen dokumentiert.

### Jerome and Dorothy Lemelson Center for the Study of Invention and Innovation
Das Lemelson Center (Lemelson-Zentrum) produziert Bildungsprogramme, populäre und wissenschaftliche Publikationen, Ausstellungen, Symposien und Podcasts über Erfindungen. Die Aufgabe der Lemelson Center ist es, Informationen über die Erfindungen und Innovationen zu dokumentieren, interpretieren und verbreiten, um die erfinderische Kreativität bei jungen Menschen anzuregen und um Anerkennung für die zentrale Rolle von Erfindungen und Innovationen in der Geschichte der Vereinigten Staaten zu fördern. Das Center bietet Langzeitbetrachtungen über den Einfluss von Erfindungen auf Bereiche der amerikanischen Gesellschaft an, wie z. B. im Jahr 2002 das Thema „Erfindung und Umwelt“. Die Programme umfassen ein jährliches Symposium, Präsentationen und Gastredner innerhalb und außerhalb des National Museum of American History und oft auch die Veröffentlichung eines Buches mit detaillierten Aspekten des aktuellen Schwerpunkts. Das Center bietet außerdem kostenlose Unterrichtsmaterialien für Schulen in den gesamten Vereinigten Staaten an, organisiert Wanderausstellungen (z. B. „Invention at Play“), bietet Forschungsmöglichkeiten und Stipendien für Wissenschaftler; Ferner ist das Center im Auftrag des Museums mit der Suche, der Beschaffung und der Aufarbeitung von Ausstellungsstücken zum Thema Erfindungen befasst. Die Sammlungen umfassen die Dokumente und Materialien, die die Arbeit der vergangenen und gegenwärtigen amerikanischen Erfindern dokumentieren.